# Juan Camilo Martínez
Camilo "Gato" Martínez (Cali, Valle del Cauca, Colombia; 24 de junio de 1990) es un futbolista Colombiano. Juega de Portero.

## Trayectoria
Debutó como profesional en el ya desaparecido Centauros Villavicencio donde disputó 46 partidos entre 2009 y 2011.
En el año 2012 Hernando Ángel lo lleva al Deportes Quindio, con el equipo cuyabro disputó 15 encuentros entre Liga y Copa Colombia.
Para 2013 llega al Universitario de Popayán donde juega 17 partidos.
Luego de 3 años en el 2016 se le volvió a ver en las canchas cuando lo contrata el Orsomarso SC.
Para la temporada 2017 retomó el nivel y se quedó con la titular y no solo ha aportado bajo los tres palos ya que Juan ha convertido 3 goles de tiro libre esta temporada.

## Clubes
| Club                             | País        | Año         | Partidos | Goles |
| -------------------------------- | ----------- | ----------- | -------- | ----- |
| Centauros Villavicencio          | Colombia    | 2009 - 2011 | 46       | 0     |
| Deportes Quindío                 | Colombia    | 2012        | 15       | 0     |
| Universitario de Popayán         | Colombia    | 2013        | 17       | 0     |
| Orsomarso SC                     | Colombia    | 2016 - 2017 | 18       | 3     |
| Valledupar F.C.                  | Colombia    | 2017        | 12       | 0     |
| Meluca FC                        | 🇭🇳honduras  | 2023        | 8        | 1     |
| Pumas FC las Vegas santa bárbara | 🇭🇳 Honduras | 2024-2025   | 8        | 0     |

#### Goles
| #  | Fecha               | Torneo           | Partido                           | Modo       | Arquero Rival  |
| -- | ------------------- | ---------------- | --------------------------------- | ---------- | -------------- |
| 1. | 4 de marzo de 2017  | Segunda División | Orsomarso SC 1-0 Deportes Quindio | Tiro libre | Jonathan Deniz |
| 2. | 12 de marzo de 2017 | Segunda División | Orsomarso SC 1-3 Real Santander   | Tiro libre | Julián Ledesma |
| 3. | 26 de abril de 2017 | Copa Colombia    | Orsomarso SC 2-1 Atlético de Cali | Penal      | Manuel Loaiza  |